# Kellerwaldsteig

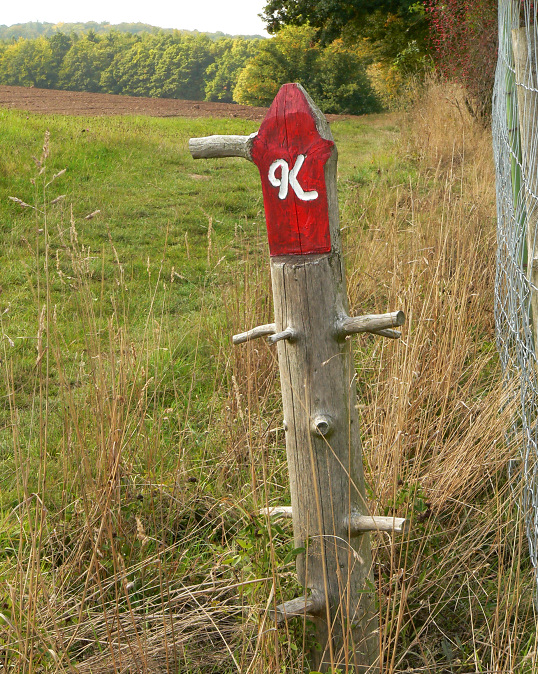
„Holzigel“ als Wegweiser

Der Kellerwaldsteig ist ein etwa 156 km langer Rundwanderweg in den nordhessischen Landkreisen Waldeck-Frankenberg und Schwalm-Eder, der besonders im Kellerwald verläuft und rund um den Edersee führt.

## Beschreibung
Der 2003 konzipierte Weg befindet sich im Naturpark Kellerwald-Edersee und etappenweise auch im Nationalpark Kellerwald-Edersee. Er ist in zwölf Etappen aufgeteilt. Sein Wegzeichen ist ein weißes K auf rotem Grund. Er wurde 2004 als einer der ersten Wege mit dem Qualitätssiegel des Deutschen Wanderverbandes ausgezeichnet.
Die Hauptroute führt durch urwüchsige Buchenwälder, idyllische Bachtäler, über bewaldete Bergrücken und passiert zahlreiche Sehenswürdigkeiten der Region. Der südliche Teil verläuft durch den Kellerwald und der nördliche um den Edersee herum. Mehr als die Hälfte der Wegstrecke besteht aus naturbelassenen Wegen und Pfaden. Auf einigen Abschnitten verläuft der Steig auf dem Studentenpfad und Urwaldsteig Edersee.

## Etappenübersicht

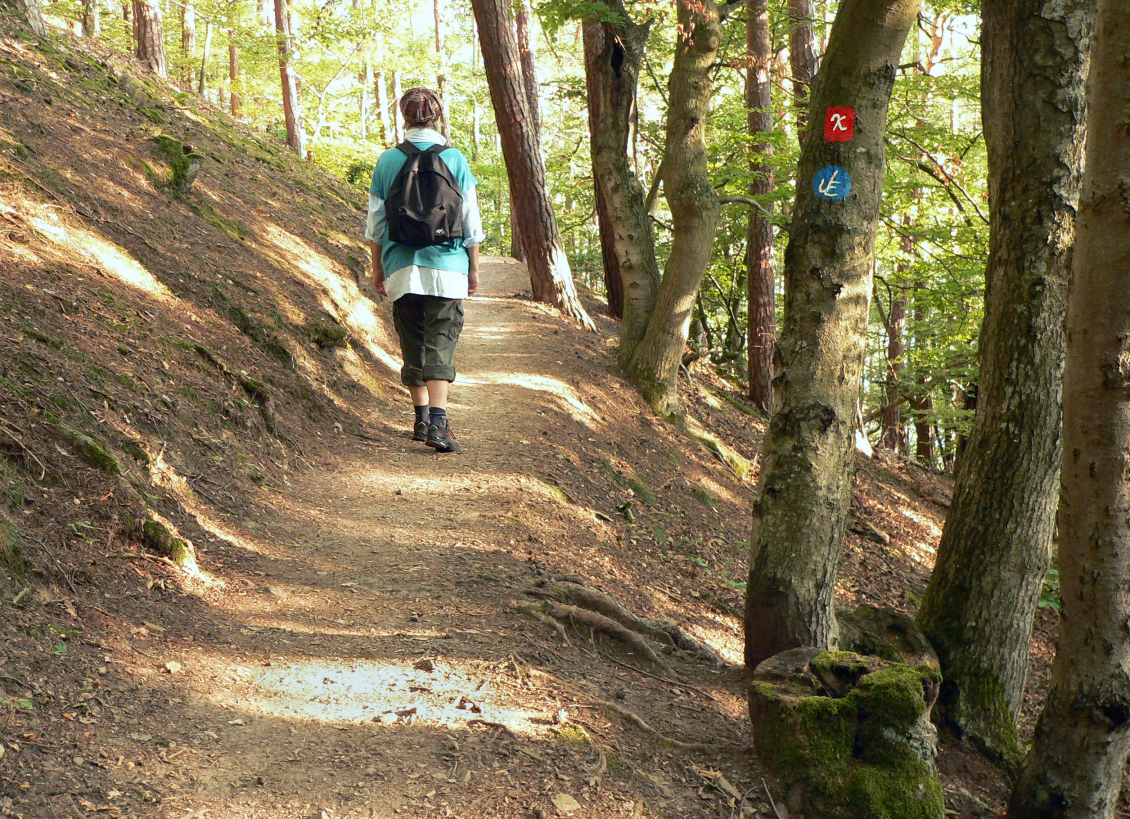
Kellerwaldsteig und Urwaldsteig Edersee am Steilhang des Edersees

Der Kellerwaldsteig ist in folgende 12 Etappen aufgeteilt:
1. Frankenau – Burg Hessenstein – Oberorke (ca. 13,6 km)
2. Oberorke – Schloss Reckenberg – Herzhausen (ca. 10,5 km)
3. Herzhausen – Asel – Basdorf (ca. 8,0 km)
4. Basdorf – Nieder-Werbe – Waldeck  (ca. 15,0 km)
5. Waldeck – Kleinern (ca. 11,5 km)
6. Kleinern – Hüddingen (ca. 11,5 km)
7. Hüddingen – Odershausen (ca. 8,5 km)
8. Odershausen – Armsfeld – Bergfreiheit (ca. 10,5 km)
9. Bergfreiheit – Bad Zwesten (ca. 11,5 km)
10. Bad Zwesten – Ruine Löwenstein – Wüstegarten – Densberg (ca. 18,5 km)
11. Densberg – Hundskopf – Burgruine Schönstein – Battenhausen (ca. 19 km)
12. Battenhausen – Kloster Haina – Löhlbach – Frankenau (ca. 18,5 km)

## Nebenwege
Neben dem Hauptweg des Kellerwaldsteig gibt es eine 5 km lange Querverbindung zwischen Frankenau und Hüddingen, welche die Unterteilung in eine Nord- und eine Südroute erlaubt. Im nordwestlichen Teil zwischen Frankenau und Asel gibt es eine Alternativroute über Schmittlotheim und Asel-Süd, welche durch den Westen des Nationalparks Kellerwald-Edersee führt und die Quernstkapelle passiert.